# Igor Zonjić
Igor Zonjić (in serbo Игор Зоњић?; Belgrado, 16 ottobre 1991) è un calciatore montenegrino, difensore del Torlak Kumodraž.

## Carriera

### Club
Il 28 dicembre 2017 viene acquistato a titolo definitivo dalla squadra malaysiana del Terengganu.